# Тарзанка (рассказ)
«Тарзанка» — рассказ российского писателя Виктора Пелевина, написанный в 1994 году.

## Содержание
Пётр Петрович вместе с незнакомым собеседником идут по ночному городу в свете луны по серебристой дорожке. Пётр Петрович рассуждает о смысле жизни, о вере, о человеческой душе. Его собеседник немногословен, на нём тёмный капюшон, скрывающий лицо. В какой-то момент Пётр Петрович начинает подозревать, что незнакомец — его собственное отражение. Он видит свисающий со стены кабель и вспоминает о детском развлечении — тарзанке. Чтобы проверить, является ли собеседник отражением, Пётр Петрович повисает на кабеле и качнувшись, задевает собеседника. Оказывается собеседник не является его отражением. В ответ на просьбу Петра Петровича поведать ему истину, собеседник отвечает: «Вам что-нибудь говорит слово „лунатик“?». И тогда Пётр Петрович осознаёт, что стоит на карнизе дома в тридцати метрах над землёй. Жестяной карниз и являлся той серебристой дорожкой. Пётра Петровича охватывает ужас. Собеседник удаляется, и Пётр Петрович безуспешно пытается вспомнить, кем же он был. В итоге рассказ заканчивается для Петра Петровича благополучно: «Он повернул назад, шагнул за угол и легко соскочил на пару метров вниз, туда, где идти было удобнее… Он последний раз посмотрел по сторонам, потом кротко глянул вверх, улыбнулся и медленно побрёл по мерцающей серебристой полосе».
Основные идеи рассказа — это сон и бодрствование, а также путь к неизвестной цели. Сон души в рассказе — это зло, мешающее идти вперёд. Все вокруг спят и только Пётр Петрович идёт вперёд, потому что бодрствует. И этот путь по лунной дорожке является бесконечным. Этот путь трактуется как дорога истины, со всех сторон окружённая тьмой. Герой иногда сворачивает с пути, преследуя ошибочные цели, но в итоге всё равно возвращается к этой дороге.

## Публикации
Рассказ был впервые опубликован в 1994 году в двадцатом номере журнала «Столица». Вне периодики впервые появился в 1996 году в томе «Бубен Верхнего мира» собрания сочинений Пелевина.